# Friedrich Müller-Starke
Friedrich Müller-Starke (* 21. Dezember 1877 in Chemnitz; † 5. Mai 1967 in Kesselstadt) war ein Oberbürgermeister der Stadt Hanau.

## Leben
Nach dem Abitur in Chemnitz studierte Friedrich Müller-Starke Rechtswissenschaften an den Universitäten in München und Leipzig, legte die juristischen Staatsprüfungen in den Jahren 1900 und 1904 ab und promovierte zum Dr. jur. Vom 1. September 1920 bis zum 31. März 1934 besetzte er die Stelle des Ersten Beigeordneten bzw. des Bürgermeisters der Stadt Hanau, deren Oberbürgermeister er vom 1. April 1934 bis zum 30. Juni 1943 war.
Müller-Starke trat zum 1. Mai 1933 der NSDAP bei (Mitgliedsnummer 2.250.667).